# Loudilka (Heřmaničky)
Loudilka je osada, část obce Heřmaničky v okrese Benešov. Nachází se asi 1 km na jihozápad od Heřmaniček. Prochází zde silnice II/121. V roce 2009 zde bylo evidováno 5 adres.
Loudilka leží v katastrálním území Heřmaničky o výměře 5,86 km².

## Název
Původ jména pochází z dob, kdy byl v místech dnešní osady hostinec provozovaný panem Loudou. Loudové patřili k tzv. královským svobodníkům, s právem držby majetku a osobní svobody a právem zápisu do zemských desk. Původ příjmení má vztah k latinskémulovesu laudare - chválit. V pozdějším období z příčin pravopisných se často změnilo původní Lauda na Louda.[zdroj?]

## Historie
První písemná zmínka o vesnici pochází z roku 1788.

## Další fotografie

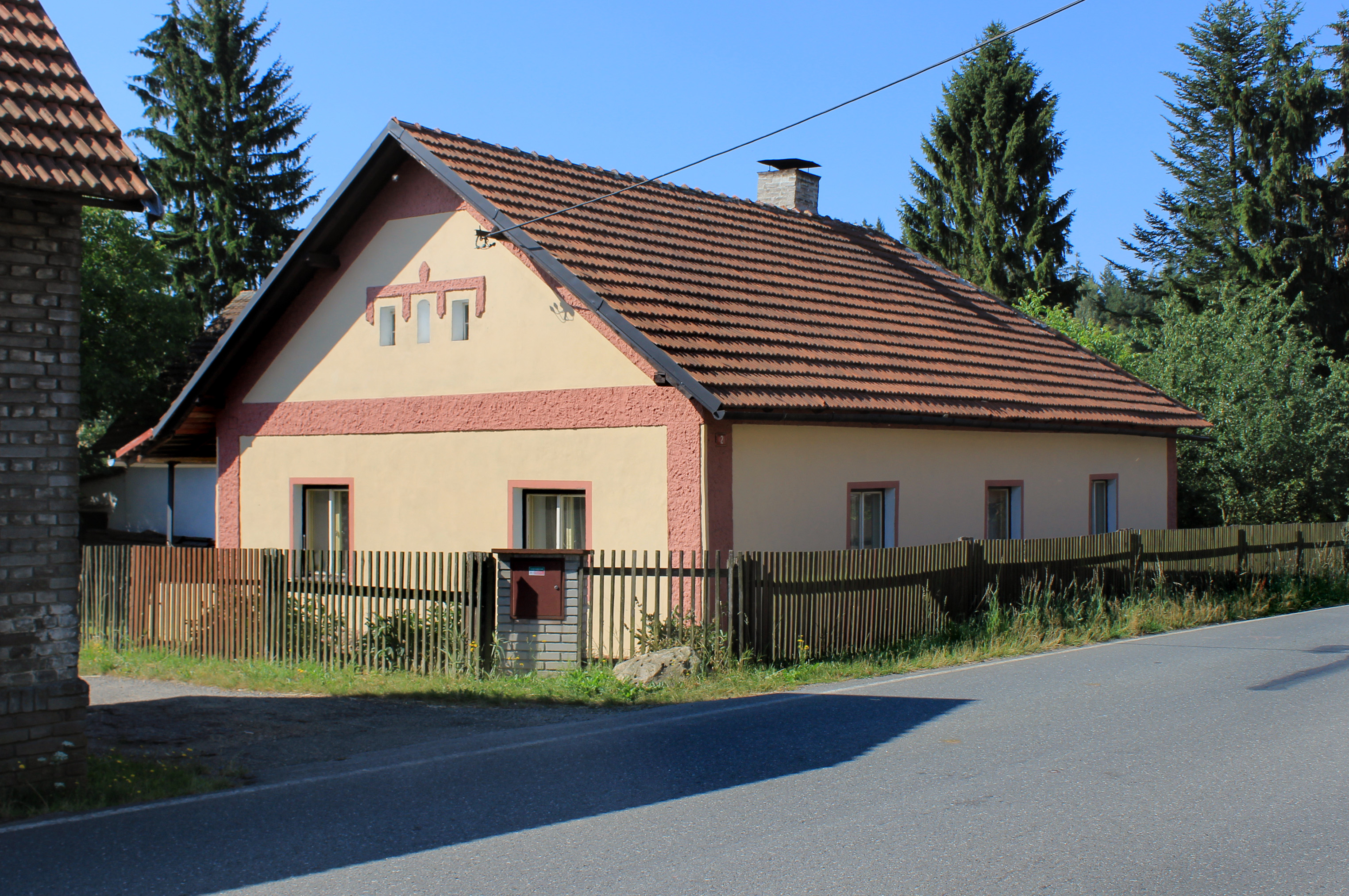
Dům čp. 2
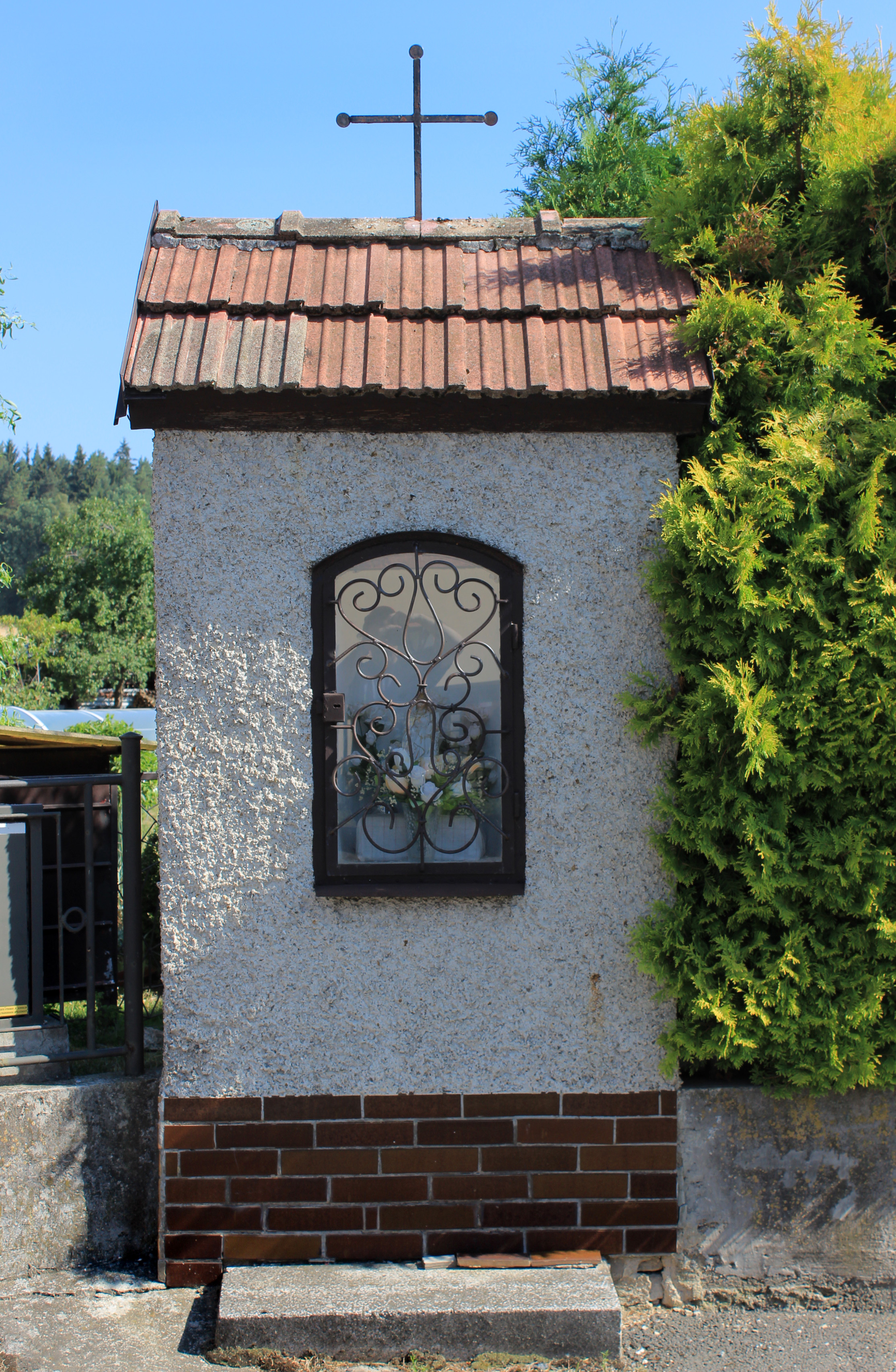
Výklenková kaplička
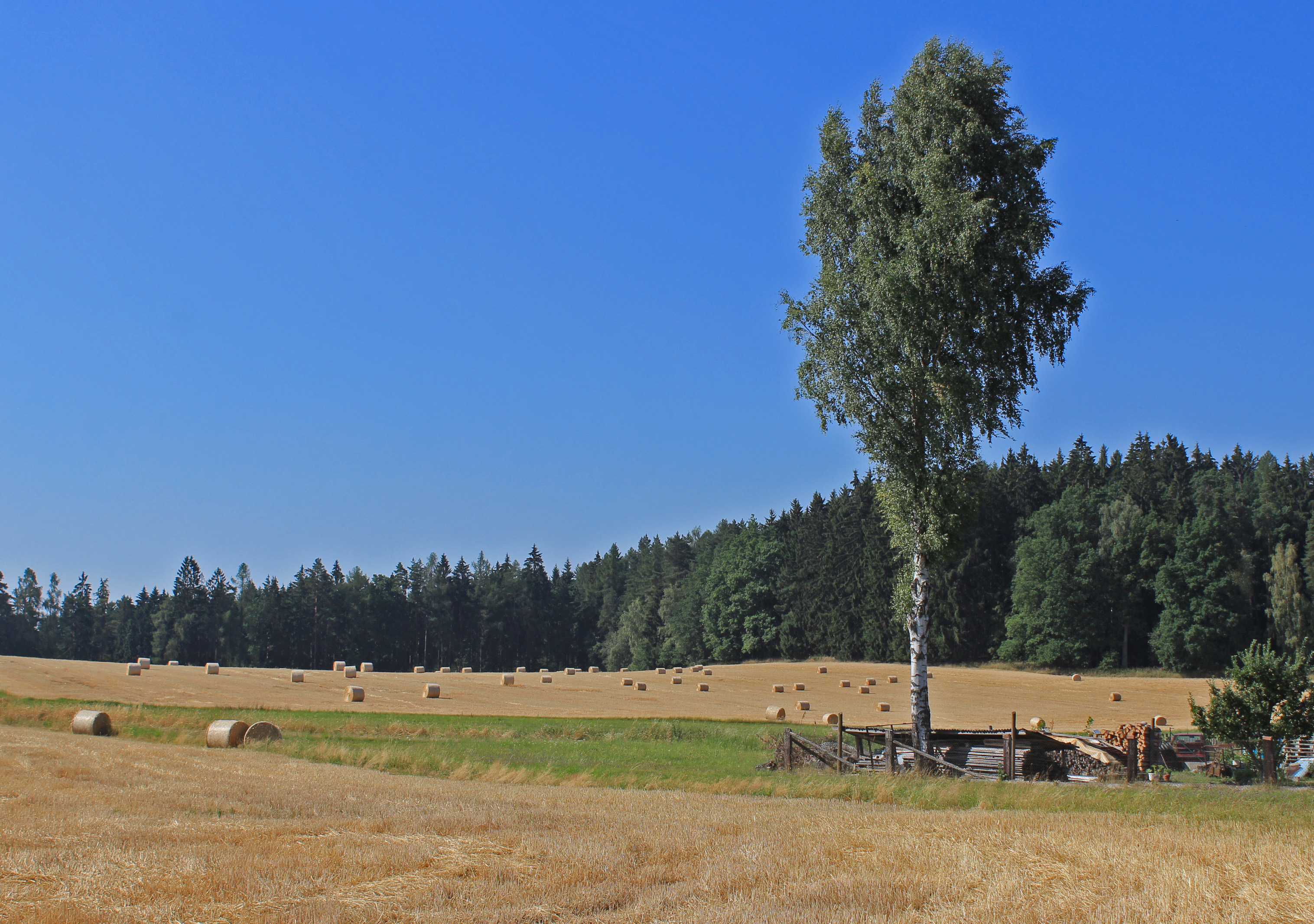
Krajina u západního okraje vsi